# بناتکی (ناحیه هرادتس کرالووه)
بناتکی (به چکی: Benátky) یک منطقهٔ مسکونی در جمهوری چک است که در ناحیه هرادتس کرالووه واقع شده‌است. بناتکی ۹۱ نفر جمعیت دارد.